# Canillo
Canillo je župa u Andori na sjeveroistoku zemlje. Prema protokolarnom redu ovo je prva župa Andore. Kroz glavno mjesto prolazi rijeka koja ga dijeli na dva dijela.
Crkva u Canillu ima jedan od najvećih tornjeva sa satom u Andori. U ovoj crkvi se čuvaju mnogi povijesni spisi. Blizu Canilla nalazi se i crkva Sant Joan de Caselles.
Ovdje se nalazi i Grandvalira, najpoznatije skijalište u Andori.

## Naselja
Ova župa podijeljena je u deset susjedstva (veïnats):
- Canillo, "glavno mjesto župe" (595 stan.)
- Soldeu (286 stan.)
- Incles (110 stan.)
- El Tarter (96 stan.)
- Ransol (47 stan.)
- Meritxell (40 stan.)
- L'Aldosa (54 stan.)
- Prats (27 stan.)
- Els Plans (14 stan.)
- El Forn (17 stan.)

Podaci o stanovništvu su iz 1988. godine.

## Vanjske poveznice
- Župa Canillo
- Valls de Canillo  Arhivirana inačica izvorne stranice od 16. listopada 2008. (Wayback Machine)
- Fotografije